# Берлянд-Чёрная, Елена Семёновна
Елена Семёновна Берлянд-Чёрная (также Чёрная-Берлянд, Чёрная и Берлянд; 22 мая (4 июня) 1903, Ярославль — 8 апреля 2008, Москва) — советский и российский музыковед
, педагог, преподаватель, доктор искусствоведения (1964), член Союза композиторов СССР.

## Биография
Родилась в семье врача Семёна Соломоновича (Семёновича) Берлянда (1871—1954), из бердичевской купеческой семьи, и Веры Николаевны Богуславской (1866—?), до замужества — драматической актрисы в труппе «Товарищество русских драматических артистов» под управлением М. С. Савиной.
В 1929 году окончила инструкторско-педагогический факультет Московской консерватории по классу фортепиано В. Н. Аргамакова и в 1932 году — историко-теоретический факультет по классу М. В. Иванова-Борецкого. С 1933 года преподавала историю музыки в Московской консерватории, в 1941—1943 годах (в эвакуации) — доцент в Свердловской консерватории, с 1947 года — в ГИТИСе (доцент, с 1965 года — профессор, в 1965—1976 годах — заведующая кафедрой музыкального воспитания). В 1947—1948 годах преподавала в Минской консерватории, в 1956—1959 годах — в Государственном музыкально-педагогическом институте имени Гнесиных.
Автор многочисленных работ по творчеству композиторов XVIII—XIX веков, истории музыкального театра, русской и австрийской музыки XVIII—XIX веков.
Похоронена на Введенском кладбище (7 уч.).

## Семья
- Муж — писатель Осип Евсеевич Чёрный (1899—1981). С 1967 года они жили в ЖСК «Советский писатель»: Красноармейская улица, д. 21 (до 1969: 1-я Аэропортовская ул., д. 20)[4][5].
  - Дочь — Галина Иосифовна Чёрная (род. 1938), выпускница дирижёрско-хорового отделения Московской консерватории (1959)[6].
- Брат — Семён Семёнович Берлянд (1905—1970), инженер путей сообщения, автор «Краткого справочника железнодорожника чёрной металлургии» (1961); его жена — мемуаристка Юдифь Александровна Язвина (1914—2006), сын — доктор фармацевтических наук, профессор и заведующий кафедрой общей и биоорганической химии Московского государственного медико-стоматологического университета Александр Семёнович Берлянд (1944—2015)[7][8].
- Двоюродный брат — вирусолог Хилари (Гилярий) Копровский, создатель первой живой вакцины от полиомиелита.

## Монографии
- Стенограмма лекции Берлянд по курсу «История западной музыки». М.: Московская консерватория, 1939.
- Пётр Ильич Чайковский (с Ос. Чёрным). Серия «Жизнь замечательных людей». М.: Молодая гвардия, 1944.
- Композиторы первой половины восемнадцатого века. М.: Московская государственная консерватория, 1946.
- Моцарт. М.—Л.: Музгиз, 1948.
- Пушкин и Чайковский. М.: Музгиз, 1950.
- Mozart. Будапешт: Művelt nép, 1953.
- Puşkin şi Ceaikovski. Бухарест: Editura de stat pentru literatură şi artă, 1954.
- Вольфганг Амадей Моцарт. К 200-летию со дня рождения. М.: Знание, 1955.
- Моцарт: жизнь и творчество. М.: Музгиз, 1956, 1961 и 1966.
- Оперы Моцарта: путеводитель. М.: Музгиз, 1957 и 1960.
- «Евгений Онегин» П. И. Чайковского. М.: Музгиз, 1960.
- Опера. М.: Музгиз, 1961.
- Моцарт и австрийский музыкальный театр. М.: Музгиз, 1963.
- Франц Шуберт. М.: Музыка, 1964 и 1966.
- Моцарт: Живот и творчество. София: Наука и изкуство, 1964.
- Опера. София: Наука и изкуство, 1964.
- Австрийский музыкальный театр до Моцарта. М.: Музыка, 1965.
- Беседы об опере. М.: Знание, 1981.